# Холоша
Холо́ша, також штани́на, ногави́ця — частина штанів, комбінезону або колготок, яка надягається на одну ногу. Холо́шні — сукняні штани.

## Історія

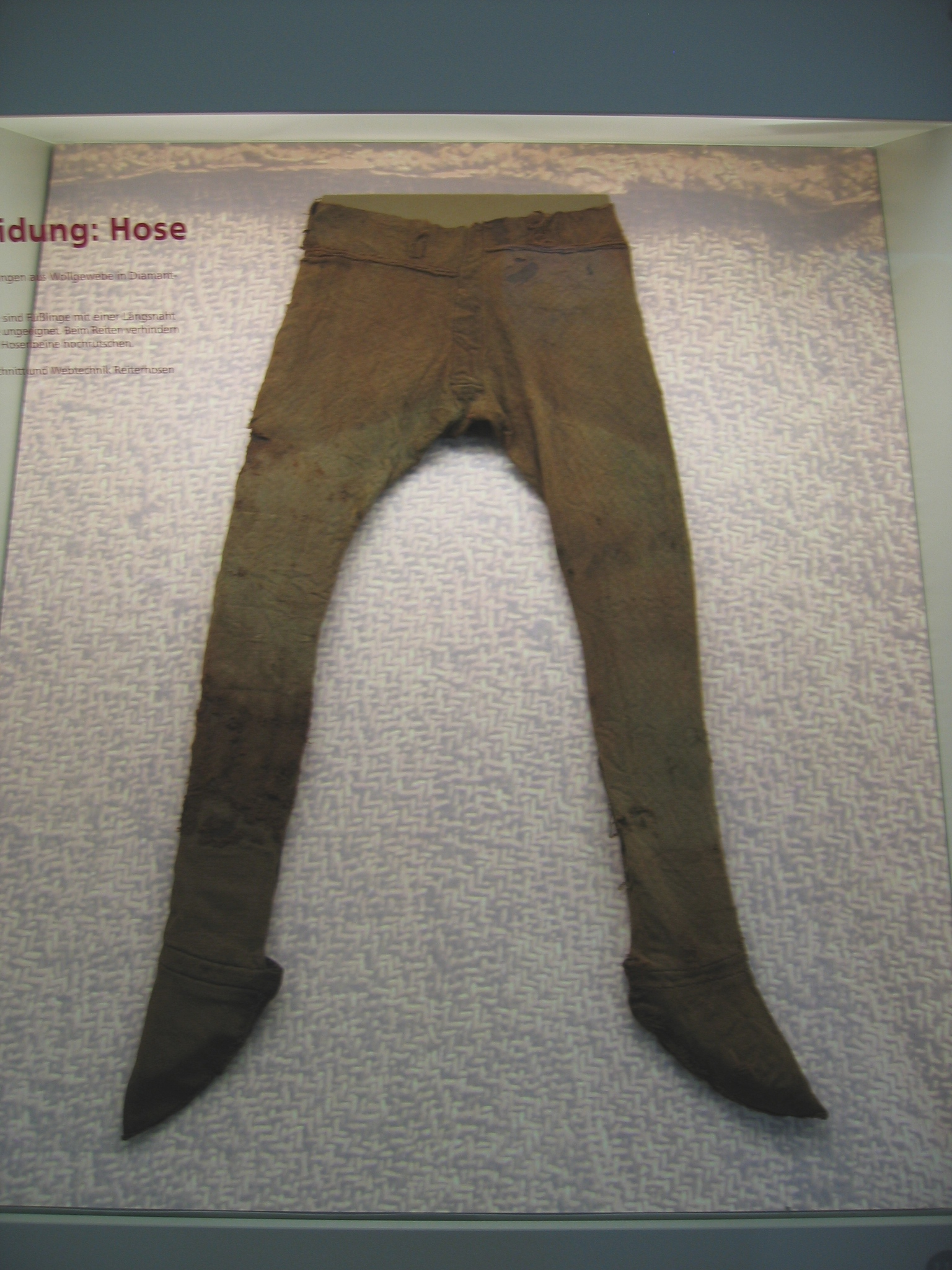
Штани IV століття з Німеччини мають прямі холоші, до яких пришиті легкі черевики.

Оскільки холоші є невід'ємною частиною штанів, то виникли вони одночасно із цим елементом одягу — близько 3 000 років тому. Можна сказати, що зміною саме їхньої форми і був зумовлений розвиток штанів загалом.
Найдавніші штани скотарів-кочівників мали холоші прямого крою, який дозволяв безперешкодно сідати і злазити з коня. Від них цю форму холош запозичили осілі народи. В подальшому розвиток форми холош відбувався у двох напрямках: у Західній Європі намітилась тенденція до їх звуження, яка у крайній формі призвела до появи облягаючих штанів. В Азії холоші, навпаки, стали широкими — так з'явилися хакама і шаровари. Останні згодом запозичили деякі європейські народності, що перебували під впливом Османської імперії. Зміна ширини холош опосередковано вплинула і на їхню довжину. Оскільки вузькі довгі штани було незручно одягати, то їх почали вкорочувати. Так з'явилися бриджі і панталони. Останні стали настільки короткими, що їх не було видно під наплечним або поясним одягом, тому вони перетворилися на спідню білизну. У новий час давні незручні форми холош поступово виходили з ужитку — європейська мода у загальних рисах повернулася до прямого крою, який переважає дотепер і вважається класичним. Винаходом моди XX століття стало поєднання вузького та широкого крою в одній холоші. Прикладом таких штанів є галіфе (широкі зверху, вузькі нижче коліна) або розкльошовані штани (вузькі або прямі зверху, розширені біля самого низу).

## Опис
Розрізняють холоші за матеріалом виготовлення, кількістю і способом поєднання складових елементів, формою і довжиною.

### Матеріал

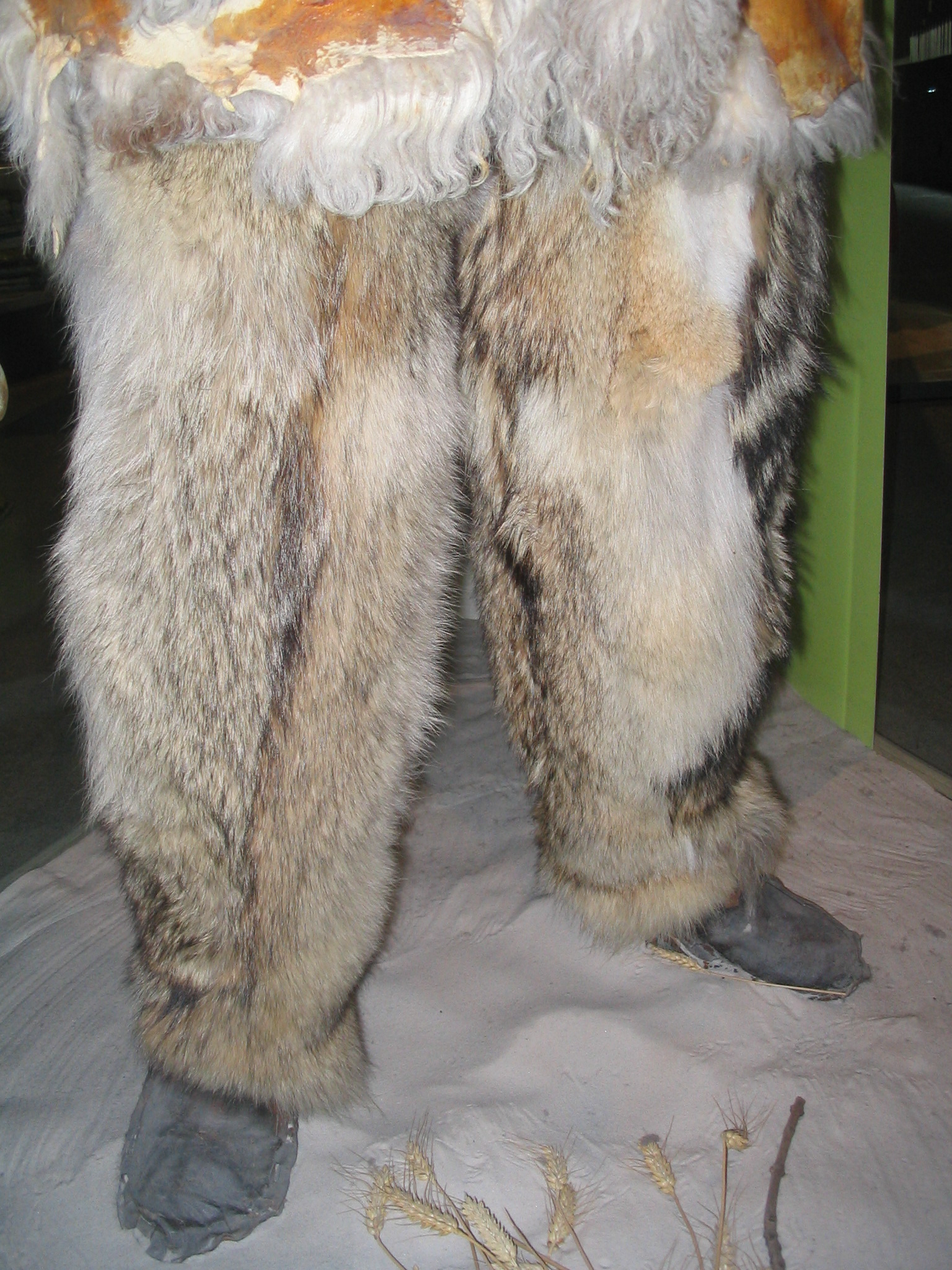
Хутряні штани з колекції Неандертальського музею.

Матеріал, з якого виготовляють холоші, як правило, і є матеріалом цілого виробу. Виняток становлять так звані ковбойські штани, в яких холоші виготовлені з цупкої тканини, а середня частина — зі шкіри, що добре захищає промежину від тертя під час їзди верхи. Інколи шкіряні вставки у верхні частини холош можна побачити в деяких моделях бриджів. Матеріал холош впливає на споживчі якості цього елементу одягу. Найчастіше для їх пошиття використовують сукно, цупке полотно (в сучасній моді особливо популярний денім), трикотаж різноманітних ґатунків. Ці тканини помірно затримують тепло, але досить проникні для повітря. Денім найкраще зберігає форму, а трикотаж швидко деформується. Для літніх і особливо жіночих штанів використовують легкі, «прохолодні» й «текучі» тканини: шовк, шифон тощо. Північні народи здавна шили холоші з грубо вичиненої шкіри і хутра (лосини). Ворсові матеріали — оксамит, вельвет, замша — були поширені серед заможних верств Середньовіччі і доби Відродження, в сучасній моді з них використовують здебільшого вельвет. Ще одним специфічним матеріалом є тонко вичинена шкіра. Вона незручна в користуванні: погано тягнеться, майже непроникна для повітря, на всотує піт, але завдяки привабливому ефекту облягання популярна в деяких моделях святкового вбрання. Пластичні якості сучасних холош часто досягаються використанням різноманітних синтетичних волокон.
На основному матеріалі холош можуть розташовуватись елементи оздоблення. В минулому до таких належали стрічки, банти, шнурки з вишуканих тканин, вишивка бісером чи металевими нитками, в XXI столітті поширені здебільшого аплікації, ґудзики, паєтки і стрази.

### Пошиття

Викрій двошовної холоші: A — перед, B — зад.

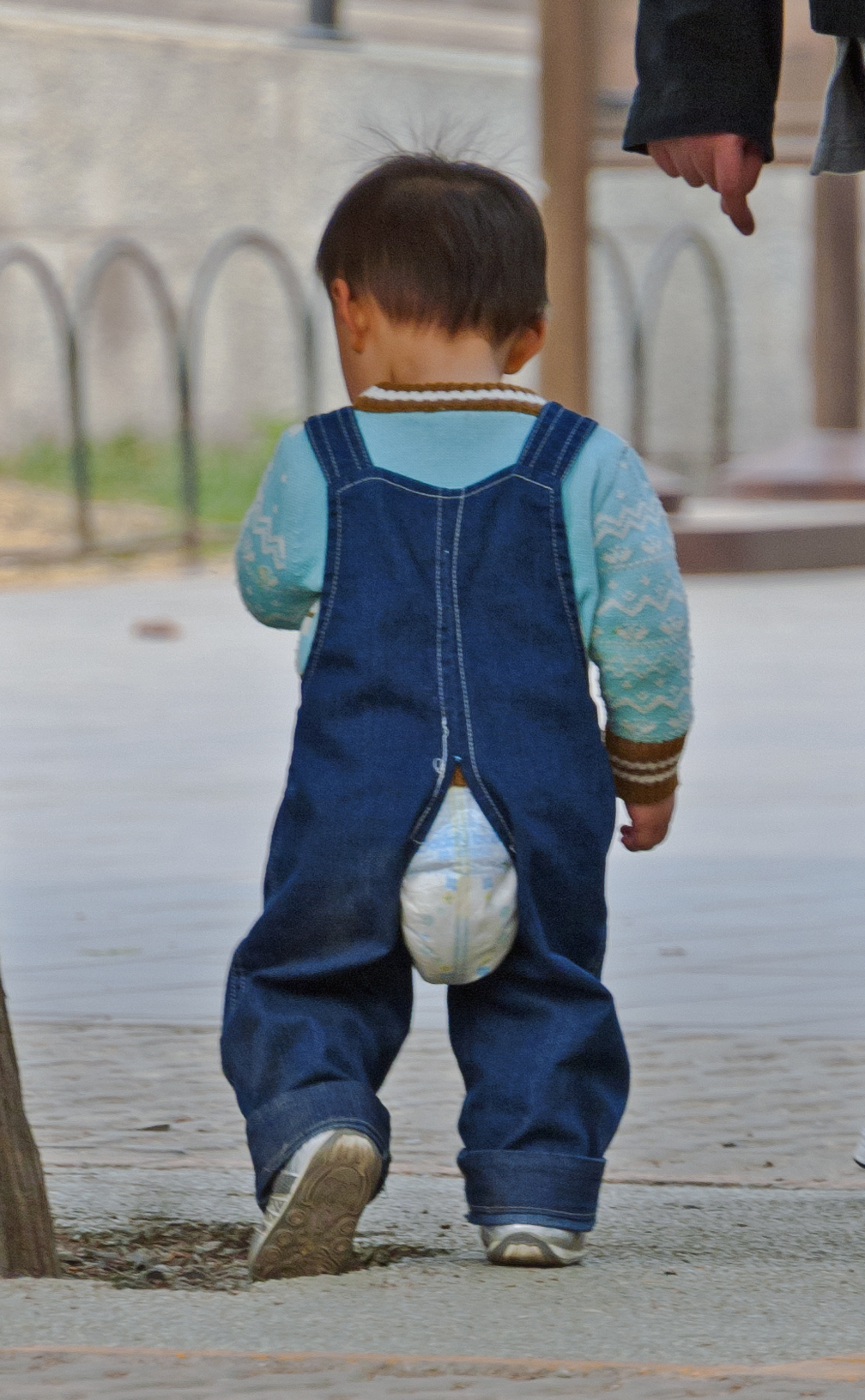
Китайський хлопчик у штанях з відкрито промежиною.

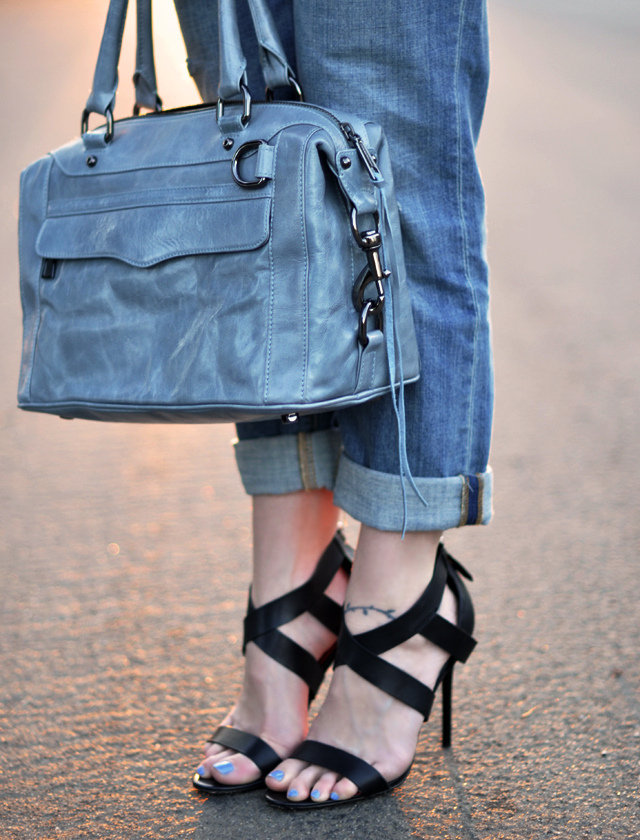
Закочені жіночі джинси.

Холоші належать до найпростіших деталей одягу. В своєму первісному вигляді холоша була одним шматком тканини, який складали у довжину, зшивали поздовжнім швом, а потім прикріплювали до верхньої частини виробу. Наразі таке примітивне пошиття збереглося в окремих видах одягу, наприклад, сучасних лосинах, штанах-спідницях. В таких штанинах шов міг розташовуватись або на внутрішній частині ноги, або на її задній поверхні (сучасний аналог — капронові колготки з декоративним швом). Одношовний спосіб крою досить швидко змінився двошовним. При цьому кожна холоша складалася з двох однакових частин, задньої і передньої, які зшивали двома поздовжніми швами: один з них розташовувався на внутрішній стороні ноги, а інший на зовнішній. Такий крій зменшував перекручення тканині у готовому виробі. Він і досі залишається найпоширенішим. Винайдення техніки в'язання призвело до появи безшовних холош, що являли собою трубчасті відрізи трикотажного полотна. Такий спосіб виготовлення холош змінив вигляд їхньої нижньої частини: її часто почали робити не відрізною (відкритою), а закритою, з п'яткою і носком. Безшовні штанини і сьогодні поширені у колготках, легких комбінезонах для немовлят. Пошиття шароварів мало свої особливості. Шити їх з широких шматків тканини було незручно, оскільки такі деталі у місці прикріплення до поясної частини мали б забагато складок. Щоб уникнути цього, шароварні холоші кроїли з вузького (як для звичайних штанів) шматка, середню частину якого розширювали додатковими вставками. Такою кравецькою технікою володіли не тільки на Сході, а й в Західній Європі також. Інший приклад вставок — невеликі «латки» на колінах, як правило, з міцного водонепроникного матеріалу (шкіри, гуми). Такі штани використовують рибалки і мисливці. Пошиття штанин з двох частин або зі вставками у Середньовіччі вилилося у моду на міпарті: при цьому дві штанини шили з однієї тканини, але різних кольорів, або робили дві частини холоші різноколірними, або робили вставки іншого кольору ніж основний матеріал. Вибір кольорів відповідав геральдичним кольорам власника одягу.
До верхньої частини штанів холоші, як правило, пришивають. У комбінезонах штанини як окрему деталь вирізняють, втім, вони становлять єдине ціле із половинками верхньої частини виробу. Однак у більшості штанів окремої середньої частини нема, в цьому випадку дві холоші просто зшивають між собою єдиним швом, вставляючи в нього спереду ґудзики або застібку-блискавку. В XXI столітті з'явилися моделі жіночих штанів у сексуальному стилі із блискавкою ззаду. У Китаї побутує особливий крій одягу для малюків — штани з відкритою промежиною. У них холоші зшивають тільки у верхній частині, залишаючи внизу відкритий отвір, через який дитина може справити природні потреби. Крайнім способом кріплення холош стали шоси — середньовічні штани, в яких не було середньої частини і в яких холоші не зшивались між собою взагалі. Залишаючись відокремленими, вони через особливі розрізи кріпилися зав'язками спочатку до поясу-бре, а пізніше — до верхнього одягу. Ще одним прикладом такого пошиття є панчохи, які, однак, штанинами не називають.
Нижня частина холош може бути оброблена різними способами. В більшості випадків її загинають і обшивають, щоб запобігти обтріпуванню тканини. В минулому бідняки користувались простими штанами із необробленим низом, який часто обтріпувався і виглядав неохайно. В сучасній індустрії одягу такий необроблений низ іноді спеціально залишають для створення ефекту зношеного одягу. Для більшої виразності низ штанин може бути додатково порваний. У деяких моделях широких штанів низ холоші призбирують і фіксують зав'язками. В сучасному одязі зав'язки не надто поширені, частіше віддають перевагу практичнішим резинкам. Крім того, низ штанин може мати невеликі розрізи (з ґудзиками чи без), великі поздовжні розрізи, бахрому. Дуже поширеним способом обробки низу холош є загинання (закочування). Спочатку ним користувались, щоб уникнути забруднення, згодом воно стало декоративним елементом. Загинання штанин притаманне перш за все джинсам, тканина яких добре тримає форму (згин). Від класичних джинсів цей спосіб оформлення низу поширився на штани з товстого сукна, капрі, шорти. Окрім вищезгаданого способу завершувати трикотажні вироби носком, у Середньовіччі існував й інший спосіб закрити ступні штанами: холоші просто зшивали з легким шкіряним взуттям. Як непрактичний, цей спосіб швидко вийшов з ужитку, але деякі елементи фіксації холош збереглися дотепер. Це штрипки — тоненькі смужки тканини, які пришивають до холош, а вдягаючи штани, просувають через них ступні. Зі штрипками шиють здебільшого дитячий і спортивний одяг.
Інколи холоші оздоблювали додатковими деталями. Найдавніша з них — кишеня — буває двох типів. Розрізні кишені роблять у верхній частині холоші, частіше спереду, дещо рідше — ззаду. Накладні кишені прикріплюють до передньої або бічної частини стегна, рідше — ззаду на рівні сідниць, вони притаманні штанам карго. В одному виробі можуть поєднуватися кишені різних типів, вони також можуть вшиватися одна в одну (всередині розрізної кишені крихітна накладна, часто суто декоративного призначення). Інші способи декорування штанин: бахрома, вшита в зовнішній шов — є характерною рисою ковбойських штанів; штучні дірки — неохайні, навмисне обтріпані розрізи на передній площині холош, іноді дуже великого розміру, використовують винятково в джинсах; защипи — невеликі поздовжні складки, що йдуть від пояса, притаманні класичним моделям чоловічих і жіночих штанів; стрілки — невипрасовні згини на передній і задній площині холош, властиві класичним моделям штанів. Стрілки з'явилися випадково при транспортуванні великих партій готового одягу, який складали стосами у трюмах кораблів. Під час перевезення під вагою вантажу на штанях з'являлися виразні згини, які не вдавалося випрасувати. З часом такий невиправний дефект став обов'язковим для виробів з деяких цупких тканин. Разом з тим, стрілки в жодному разі не притаманні джинсам.

### Фасон
Окрім часткових деталей холоші розрізняють за загальними обрисами викрою, який обумовлює вигляд готового виробу. Фасон холош у поєднанні із тією чи іншою лінією талії (поясом), середньою частиною штанів (у деяких моделях) і типом тканини створює відповідний фасон штанів. Окремо слід розглянути джинси, в яких моделі розрізняють за такими поняттями як фіт і кат. Фіт залежить від крою верхньою частини джинсів (від поясу до колін), але впливає на загальне облягання тканиною усієї ноги. Кат показує яким чином пошита нижня частина джинсів, від коліна і до ступні.

## Галерея

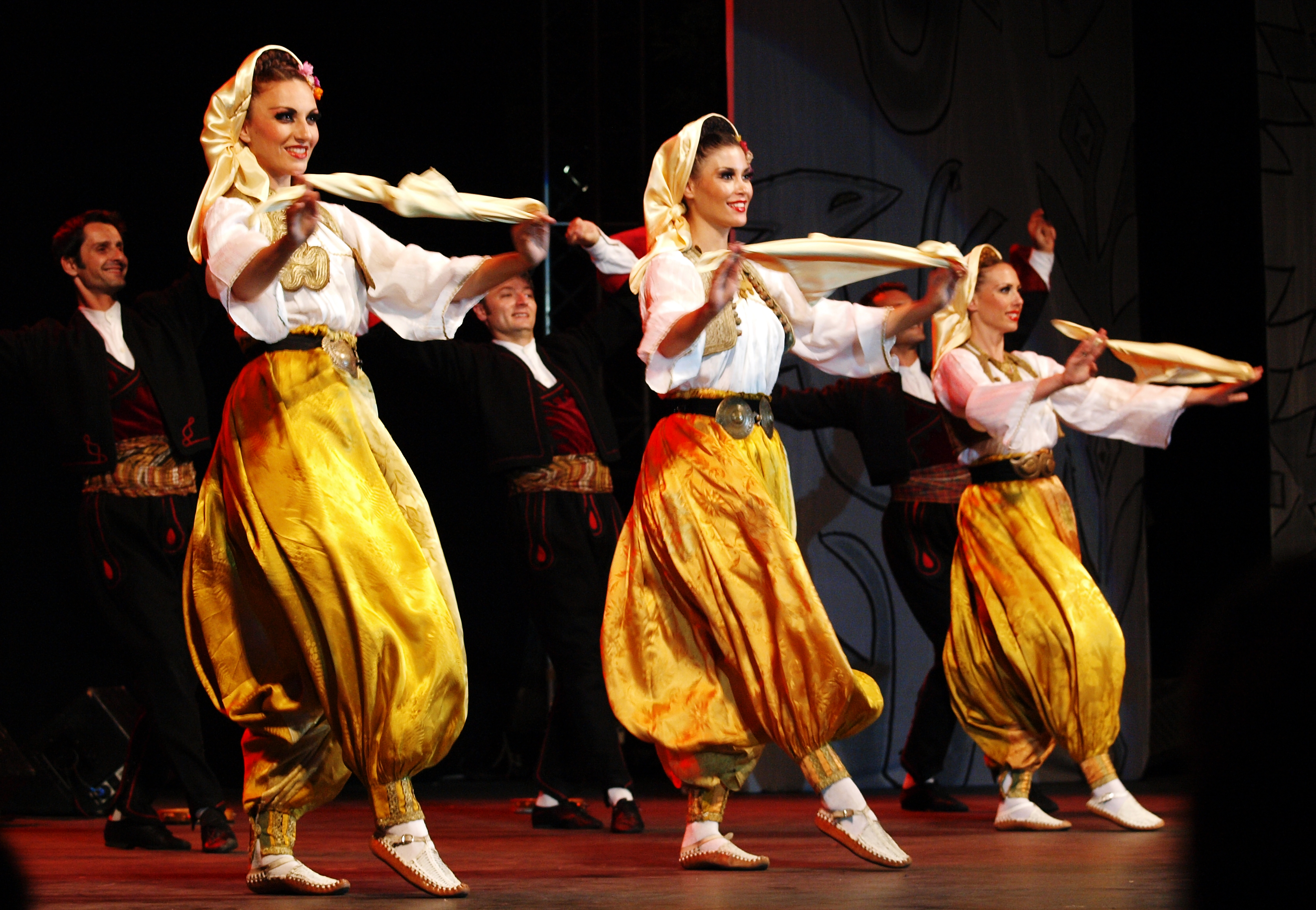
Сербські танцюристки у національному вбранні, частиною якого є шаровари.
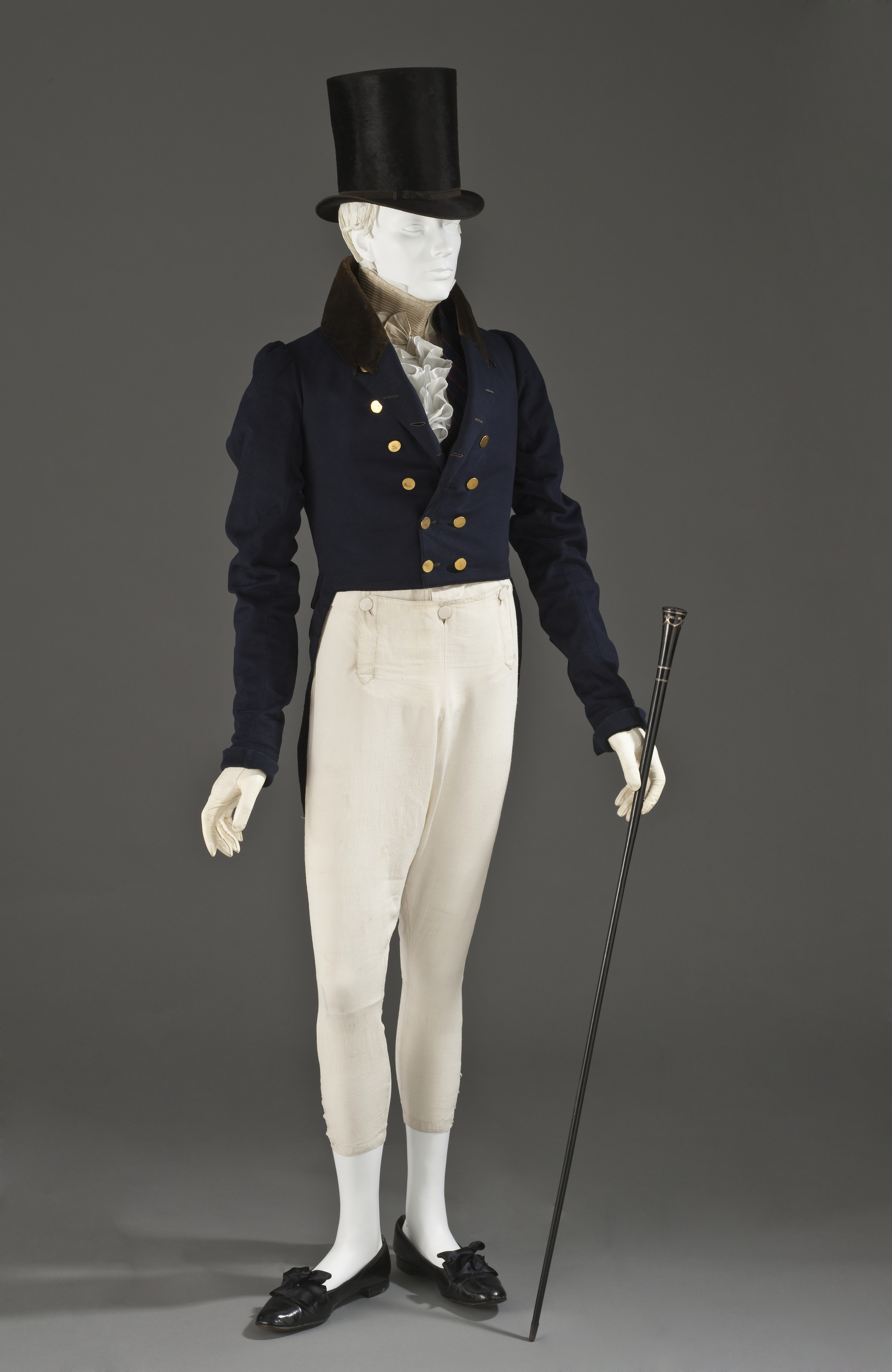
Старовинні панталони. Згодом вони укоротяться і стануть вище колін.
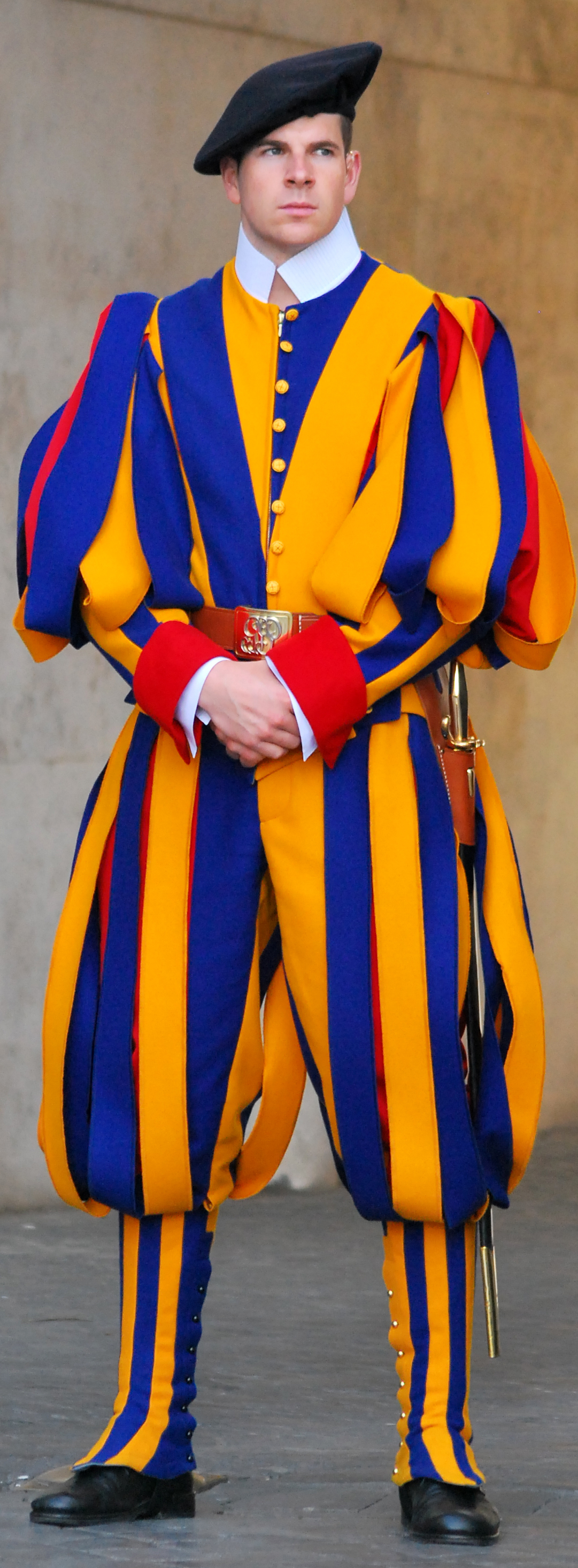
Швейцарський гвардієць Ватикану вдягнений у ландскнехти — двошарові штани, оздоблені зверху довгими незшитими стрічками, крізь які проглядає основна тканина.
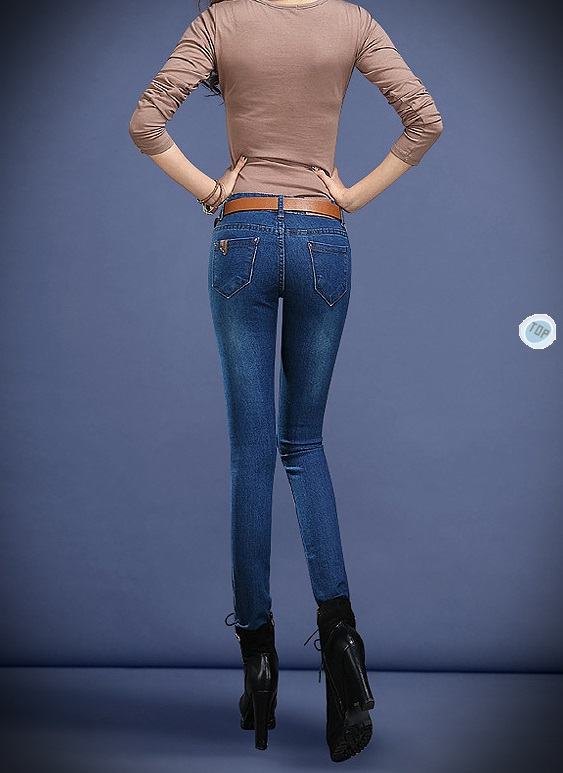
Одна з найсучасніших моделей джинсів з екстремально вузьким фітом, так званим скіні (від англ. skin — шкіра).
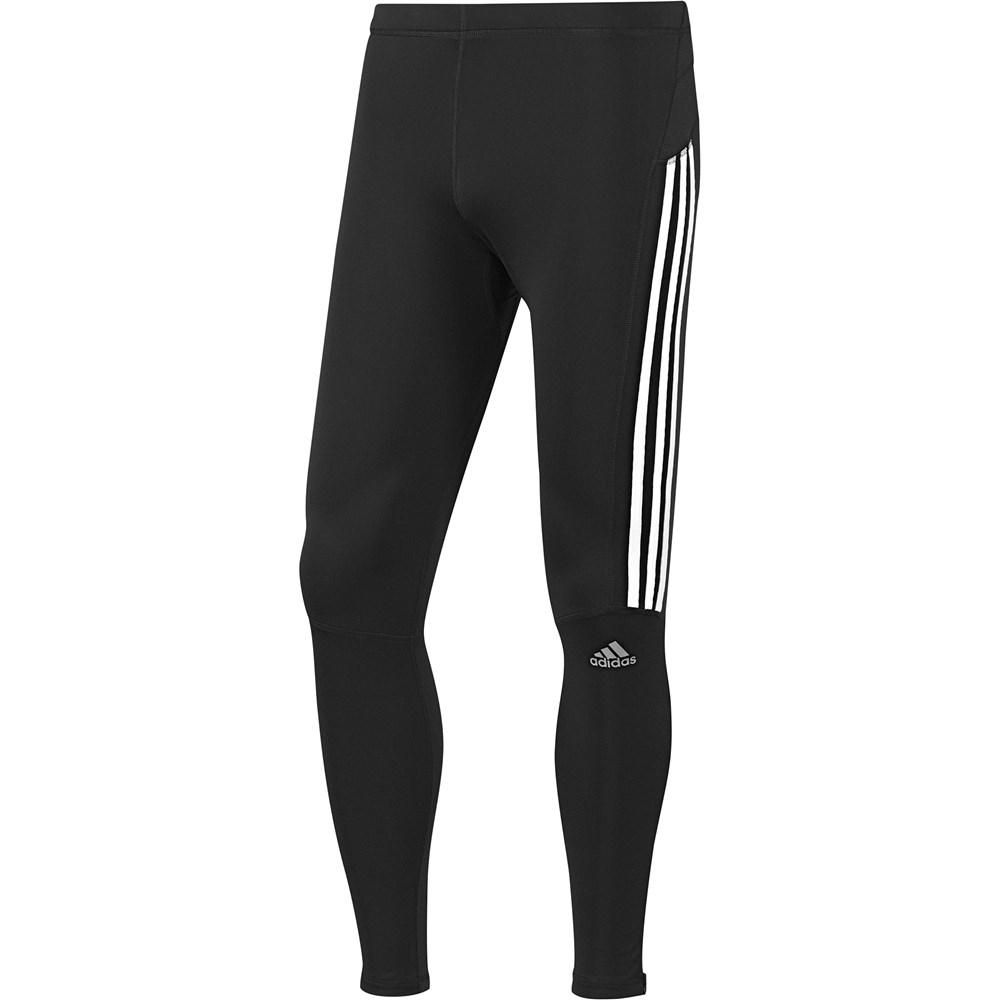
Чоловічі спортивні леґінси. Задля ідеального прилягання зшитті з багатьох деталей, тому окрім поздовжніх мають і поперечні шви.